# Telioneura ateucer
Telioneura ateucer là một loài bướm đêm thuộc phân họ Arctiinae, họ Erebidae.